# Titularbistum Torcello
Torcello ist ein Titularbistum der römisch-katholischen Kirche.
Es geht zurück auf einen mittelalterlichen Bischofssitz auf der Insel Torcello, die sich im nördlichen Teil der Lagune von Venedig befindet und zur italienischen Region Venetien gehört. Das Bistum Torcello war dem Patriarchat von Venedig als Suffraganbistum unterstellt.
| Titularbischöfe von Torcello |                                                          |                       |                  |                    |
| Nr.                          | Name                                                     | Amt                   | von              | bis                |
| 1                            | Gino Paro Titularerzbischof pro hac vice                 | Apostolischer Nuntius | 5. Mai 1969      | 21. September 1988 |
| 2                            | Giovanni Tonucci Titularerzbischof pro hac vice          | Apostolischer Nuntius | 21. Oktober 1989 | 18. Oktober 2007   |
| 3                            | Gianfranco Gardin OFMConv Titularerzbischof pro hac vice | Kurienerzbischof      | 1. November 2007 | 18. Dezember 2009  |
| 4                            | Piero Pioppo Titularerzbischof pro hac vice              | Apostolischer Nuntius | 26. Januar 2010  |                    |